# بشتاب (دودانغة)
بشتاب (بالفارسية: پشتاب) هي منطقة سكنية تقع في إيران في قسم دودانغة الریفي. يقدر عدد سكانها بـ 262 نسمة.